# 晞塔·薩帕努查
晞塔·薩帕努查（羅馬化：Sittha Sapanuchart，1990年9月12日—），小名Iang來自漢語名字龍陽（羅馬化：leng-iang），曾被誤譯為西提達·薩帕努查，為泰國歌手、演員、主持人，前男子組合Rookie BB的成員。

## 早期生活
Iang於1990年9月12日出生於泰國叻武里府，為家中長子，有一個相差五歲的妹妹。於就讀小學三年級時搬遷至曼谷定居。中學畢業於泰国玫瑰园中学，大學畢業於泰國法政大學的商業與會計學院，曾參加「YFU交換學生企劃」〈YFU Student Exchange programs〉。

## 演藝經歷
Iang透過廣告拍攝進入演藝圈，17歲時成為RS的旗下歌手。最初是以練習生的身分進入公司，直到成為RS旗下男團“Rookie BB”的成員之一。2010至2013年出道期間，共發行6首單曲。
“Rookie BB”解散後，RS開通了泰國第8電視台。Iang也因此有機會出演配角，例如《烏鴉與鳳凰》，在劇中飾演女主的弟弟。2014年，Iang首度在年代劇《為愛爭奪》中擔綱男主角。

## 影視作品

### 電視劇
| 首播年份 | 戲名                                     | 戲名   | 播放平台  | 角色               | 備註 |
| 首播年份 | 譯名                                     | 原文名 | 播放平台  | 角色               | 備註 |
| 2013年   | 《烏鴉與鳳凰》                           |        | Channel 8 | Dom                | 配角 |
| 2014年   | 《為愛爭奪》                             |        | Channel 8 | Harn               | 主演 |
| 2015年   | 《Like Mat Sang》                        |        | Channel 8 | Pech               | 主演 |
| 2015年   | 《花藏花》                               |        | Channel 8 | Thepthai           | 主演 |
| 2015年   | 《心的抉擇2015》                         |        | Channel 8 | Patana （Pat）     | 主演 |
| 2016年   | 《愛之鎖怨》                             |        | Channel 8 | Chayapol （Pol）   | 主演 |
| 2018年   | 《猛虎下山》                             |        | Channel 8 | Pakin              | 主演 |
| 2019年   | 《羽翼天使》                             |        | Channel 8 | Supakrit （Krit）  | 主演 |
| 2020年   | 《愛恨之屋》                             |        | Channel 8 | PhaenPope          | 配角 |
| 2020年   | 《Club Friday The Series 12: 混亂愛情》  |        | GMM25     | Pruek              | 主演 |
| 2020年   | 《偷龍轉鳳》                             |        | GMM25     | Thongchan （Tong） | 主演 |
| 2020年   | 《親緣》                                 |        | Amarin TV | Akaraphon          | 主演 |
| 2021年   | 《蕾雅复仇记》                           |        | Channel 8 | Roibun             | 主演 |
| 2022年   | 《彩虹2022》                             |        | One 31    | Phonphan           | 配角 |
| 2022年   | 《天食向日葵》                           |        | Amarin TV | Tawan              | 主演 |
| 2023年   | 《寂寞雙人行》                           |        | GMM25     | Arthit             | 主演 |
| 2024年   | 《金色光芒2024》                         |        | One 31    | Vee                | 主演 |
| 2024年   | 《月下禁愛》                             |        | Thai PBS  | Jenaphibal         | 配角 |
| 2025年   | 《星期五俱樂部17：愛情理論之相識非偶然》 |        | One 31    | Nong/Tim/Ek        | 主演 |

## 外部連結
- 晞塔·薩帕努查的Instagram帳戶（泰文）